# Symptom (logika)
Symptom – w polskiej terminologii logicznej przeważnie synonim oznaki, tj. rzeczy lub zjawiska, dzięki którym można rozpoznać obecność innych rzeczy lub zjawisk na mocy łączącej je więzi naturalnej. Symptomy (oznaki) odróżnia się od znaków, które reprezentują swoje desygnaty na mocy konwencji.
W zakładającej szersze rozumienie pojęcia "znaku" terminologii Jacka Jadackiego terminy "symptom" i "oznaka" przybierają odmienne znaczenia. Symptomy to znaki mechaniczne, tj. nie posiadające nadawcy – np. reakcja szyjno-barkowa jako znak przerażenia. Odróżnia się je od sygnałów, tj. znaków intencjonalnych, posiadających świadomego nadawcę. W odróżnieniu od sygnałów, mogących być tak sygnifikatorami (znakami naturalnymi, stanowiącymi znaki ze względu na naturalną więź z desygnatem), jak i symbolami (znakami konwencjonalnymi, przyporządkowanymi swoim desygnatom ze względu na umowę lub zwyczaj) – symptomy mogą być wyłącznie sygnifikatorami. Oznaki (znaki kauzalne) to natomiast rodzaj sygnifikatorów – takie znaki, które są znakami swoich desygnatów ze względu na związek przyczynowy z nimi.